# Stain (araldica)
Nell'araldica anglosassone, con il termine stain (che si può tradurre con onta o chiazza) si indica una famiglia di colori o smalti non standard (morato, sanguigno e tanné), che vengono usati solamente nell'araldica post-medievale per denotare un aumento disonorevole, anche se è raro usarli. Nell'araldica britannica, comunque, questi smalti vengono utilizzati eccezionalmente, oltre a essere usati nelle livree.

## Morato
Il morato è un colore tendente al bruno, in particolare un rosso violaceo noto agli anglosassoni come murrey, che ha lo stesso etimo del termine italiano, il latino mōrus.

## Sanguigno
Il sanguigno (dal latino sanguis, 'sangue') è un colore rosso sangue.

## Tanné
Il tanné (da una variante francese tane) (chiamato anche tenné o cannellato) è un colore marrone arancio.

## Esempi storici

Università del Galles
Bandiera della seconda Repubblica Spagnola (1931-1939)

- L'Università del Galles, fondata nel 1893, adottò uno stemma argent on a fesse murrey three medieval lamps Or all within a bordure of the second charged with eight mullets of the third ("d'argento, alla fascia di morato, caricata di tre lampade medievali d'oro; alla bordura del secondo, caricata di otto stelle del terzo").[7]
- La bandiera della seconda repubblica spagnola, adottata nel 1931, era un tricolore di rosso, oro e morato (roja, amarilla y morada).[8]

## Galleria d'immagini

Murrey
Sanguine
Tenné